# Ophiomitrella stellifera
Ophiomitrella stellifera är en ormstjärneart som beskrevs av Matsumoto 1917. Ophiomitrella stellifera ingår i släktet Ophiomitrella och familjen knotterormstjärnor. Inga underarter finns listade i Catalogue of Life.